# Salamandra-gigante-da-china
A salamandra-gigante-da-china (Andrias davidianus) é a maior espécie de salamandra e a maior de todas as espécies de anfíbios existentes no mundo atualmente, sendo que o titulo de maior anfíbio do mundo pertencente ao prionosuchus. Ocorre na China e Japão em cursos de água e lagos montanhosos. Pode atingir mais de 2 metros  e, no máximo, um peso de 75 kg. Tem o corpo manchado e de cor acastanhada, sua pele é enrugada e porosa, permitindo uma melhor respiração cutânea. É uma espécie totalmente aquática.

## Descrição
A salamandra gigante é conhecida por vocalizar, fazendo latidos, ganidos, assobios ou sons de choro. Algumas dessas vocalizações têm uma semelhança impressionante com o choro de uma criança humana e, como tal, é conhecida na língua chinesa como "peixe bebê" (娃娃鱼 / 鲵 - Wáwáyú/ ní).
Tem uma atividade predominantemente noturna, permanecendo debaixo de rochas durante o dia. A atividade predatória tem como suporte maior os sentidos do tacto e olfacto.
A reprodução dá-se no fim de Agosto.

## Alimentação
A salamandra gigante chinesa foi registrada alimentando-se de muitas criaturas, tais como insetos, milípedes, anfíbios, caranguejos, camarões, peixes e musaranho-d'água asiático. Também a registros de canibalismo. Tem um metabolismo muito lento, podendo ficar semanas sem ingerir nenhum alimento.

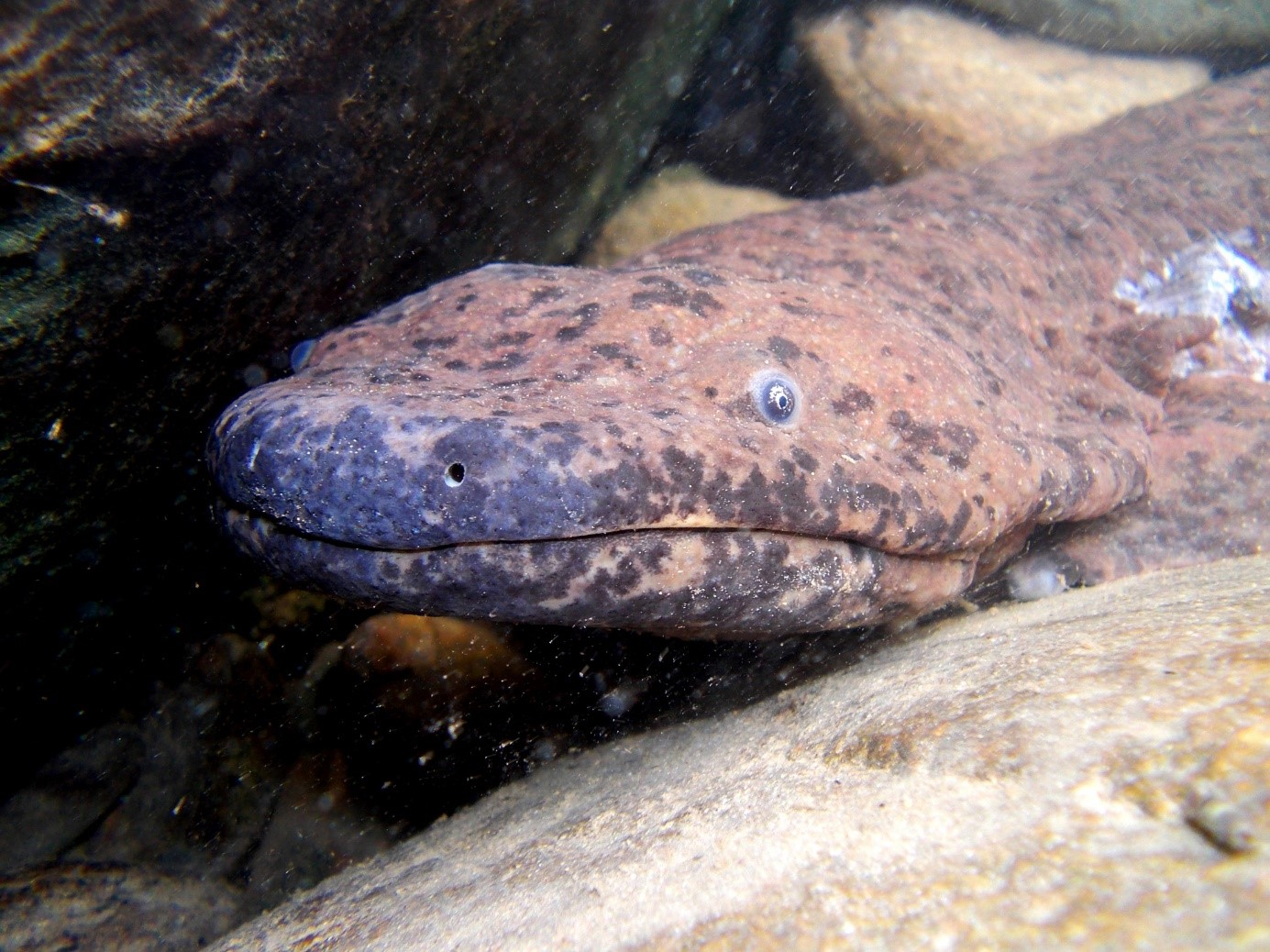
Cabeça de uma Salamandra Gigante Chinesa

Elas podem capturar suas presas tanto na água como na terra, e possuem uma mordida muito forte.

## Ameaças
Esta espécie é apanhada para servir como animal de estimação e para alimentação, razões pelas quais poderá estar ameaçada. O uso de pesticidas, a construção de barragens e a desflorestação, são também fatores de ameaça.
Está listada no anexo I da CITES e categorizada como Em perigo crítico pela IUCN.